# Rogério Carapinha
Rogério Manuel Garcia Carapinha (Lisboa, 7 de Janeiro de 1944) é um jornalista português. 
Iniciou a actividade no jornal Novidades, em 1971, trabalhando posteriormente nas redacções de O Século, A Capital, Diário de Notícias, O Diário e Jornal de Sintra.